# 米州開発銀行
米州開発銀行（べいしゅうかいはつぎんこう、西語: Banco Interamericano de Desarrollo、葡語: Banco Interamericano de Desenvolvimiento、英語：Inter-American Development Bank、仏語: Banque Interaméricaine de Développement、略称：BID、IDB、IADB、または米開銀）は、中南米・カリブ海諸国の経済開発を促進するため、1959年に米州機構会議で設立が決定した多国間開発金融機関。1960年に開業し、2015年現在の加盟国は48カ国である。ワシントンD.C.に本部を置き、加盟国による資本金809億ドルに加え国際金融市場での起債266億ドルを元に運用している。1966年に融資承諾額67億ドルと技術援助27億ドルの実績を発表した。
日本は、当時アジアからの唯一の加盟国として、1976年に加盟した。

## 組織
BIDの最高意思決定機関は総務会であり、加盟国が任命する総務で構成される。財務大臣あるいは中央銀行総裁が総務として任命されることが多く、日本の場合は財務大臣が総務に任命される。3年任期の理事会に、ほとんどの日常業務の権限が委任されている。総務会から5年任期で選出されるBID総裁が日常業務の運営を行う事務局のトップである。

### 歴代総裁
| 代   | 肖像 | 氏名                                                       | 出身国         | 就任日         | 退任日         |
| ---- | ---- | ---------------------------------------------------------- | -------------- | -------------- | -------------- |
| 1    |      | フェリペ・エレーラ Felipe Herrera Lane                     | チリ           | 1960年2月5日   | 1971年2月28日  |
| 2    |      | アントニオ・オルティス・メナ Antonio Ortiz Mena            | メキシコ       | 1971年3月1日   | 1988年3月31日  |
| 3    |      | エンリケ・V・イグレシアス Enrique Valentín Iglesias García | ウルグアイ     | 1988年4月1日   | 2005年9月30日  |
| 4    |      | ルイス・アルベルト・モレノ Luis Alberto Moreno Mejía       | コロンビア     | 2005年10月1日  | 2020年9月30日  |
| 5    |      | マウリシオ・クラベル＝カロネ Mauricio Claver-Carone        | アメリカ合衆国 | 2020年10月1日  | 2022年9月26日  |
| 代行 |      | レイナ・アイリーン・メヒア Reina Irene Mejía Chacón        | ホンジュラス   | 2022年9月26日  | 2022年12月18日 |
| 6    |      | イラン・ゴールドファイン Ilan Goldfajn                     | ブラジル       | 2022年12月19日 | (現職)         |

米州開発銀行はスペイン語、ポルトガル語、英語とフランス語を4つの公式言語として使用している。

## 加盟国

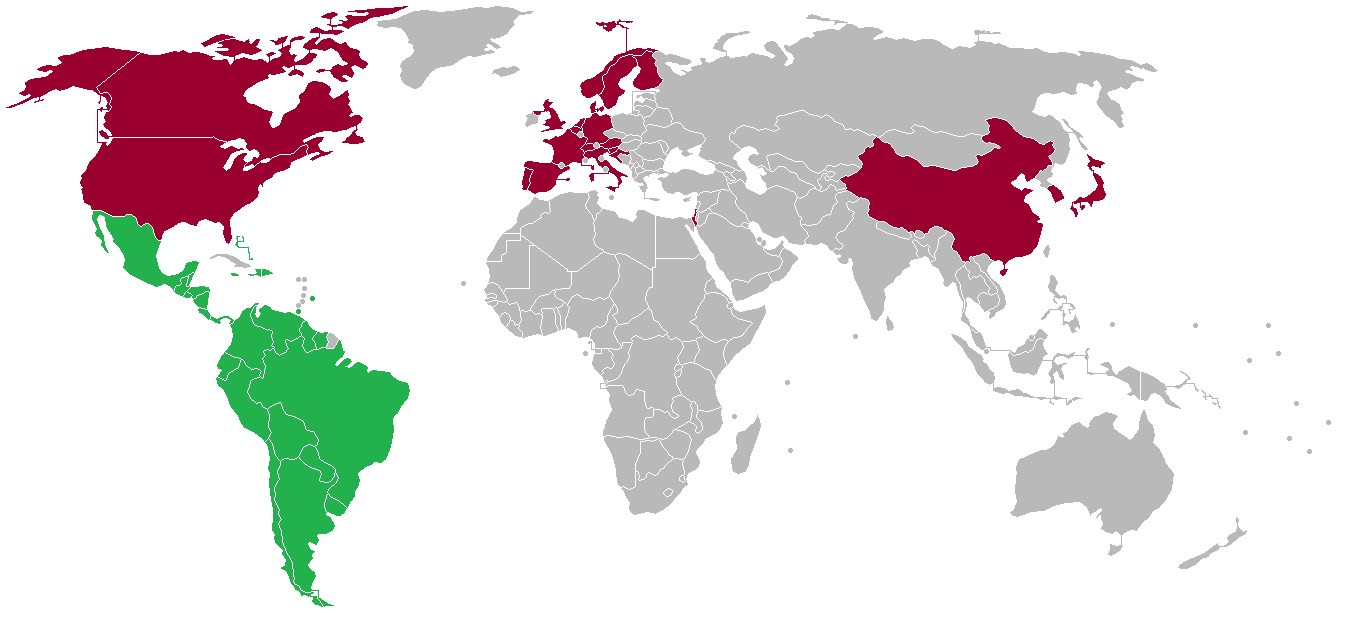
赤は債権国、緑は債務国を示す

### 債権国
| - オーストラリア - ベルギー - カナダ - クロアチア - デンマーク - フィンランド | - フランス - ドイツ - イスラエル - イタリア - 日本 - 中華人民共和国 | - オランダ - ノルウェー - ポルトガル - 韓国 - スロベニア | - スペイン - スウェーデン - スイス - イギリス - アメリカ合衆国 |

### 債務国
- アルゼンチン
- バハマ
- バルバドス
- ベリーズ
- ボリビア
- ブラジル
- チリ

- コロンビア
- コスタリカ
- ドミニカ国
- エクアドル
- エルサルバドル
- グアテマラ
- ガイアナ

- ハイチ
- ホンジュラス
- ジャマイカ
- メキシコ
- ニカラグア
- パナマ

- パラグアイ
- ペルー
- スリナム
- トリニダード・トバゴ
- ウルグアイ
- ベネズエラ